# Percina aurora
 Percina aurora és una espècie de peix de la família dels pèrcids i de l'ordre dels perciformes.

## Hàbitat
És un peix d'aigua dolça, bentopelàgic i de clima tropical.

## Distribució geogràfica
Es troba a Nord-amèrica: la seua distribució històrica incloïa les conques dels rius Pearl i Pascagoula a Mississipi i Louisiana, però ara és absent del riu Pearl.

## Estat de conservació
Les seues principals amenaces són la degradació del seu hàbitat, les activitats mineres i agrícoles, la contaminació i la seua escassa distribució geogràfica (al voltant dels 200 km²).